# Trận sông Aisne lần thứ ba
Trận sông Aisne lần thứ ba, còn gọi là Trận Chemin des Dames lần thứ hai, là một trận đánh quan trọng trên Mặt trận phía Tây của cuộc Chiến tranh thế giới thứ nhất, diễn ra từ ngày 27 tháng 5 cho đến ngày 6 tháng 6 năm 1918. Còn gọi là Chiến dịch Blücher, đây là chiến dịch tấn công thứ ba của quân đội Đế quốc Đức trong cuộc Tổng tấn công Mùa xuân 1918 của họ. Trong chiến dịch này, quân đội Đức đã giành thắng lợi chiến thuật rất lớn trước quân đội phe Hiệp Ước, tuy nhiên bước tiến mạnh mẽ của quân Đức cuối cùng lại kéo căng đường tiếp tế của họ và quân đội Hoa Kỳ đã tham gia chặn đứng cuộc tấn công của quân đội Đức. Cả hai bên đều bị thiệt hại nặng nề trong trận chiến này. Ngoài ra, trận sông Aisne lần thứ ba cũng được xem là thất bại nặng nề nhất của quân đội Pháp trong cuộc chiến tranh, song đây cũng là trận đánh đầu tiên trong cuộc chiến mà quân Mỹ tham chiến với quân số đông đảo.
Giữa tháng 5 năm 1918, tướng Erich Ludendorff của Đức – người đã khơi mào cuộc Tổng tấn công Mùa xuân 1918 – phát động chiến dịch này nhằm giành lại cao điểm Chemin des Dames từ tay quân Pháp bằng một đòn giáng bất ngờ. Mục tiêu ban đầu của cuộc tiến công này là vùng đất cao về hướng Nam sông Vesle. Người Đức đã bí mặt đặt 28 sư đoàn thuộc Tập đoàn quân số 7 dưới quyền Thượng tướng Bộ binh (General der Infanterie) Max von Boehn tại khu vực Chemin des Dames, khiến cho quân số của Cụm Tập đoàn quân của Thái tử Wilhelm được gia tăng. Ngoài ra, một yếu tố có lợi cho quân Đức là người chỉ huy ở khu vực Aisne là Tư lệnh Denis Auguste Duchêne của Tập đoàn quân số 6 của Pháp đã không thiết lập hệ thống phòng ngự mềm mại theo yêu cầu của người Tổng chỉ huy quân đội Pháp là Philippe Pétain. Đầu ngày 27 tháng 5 năm 1918, 4.000 khẩu đại bác của Đức đã tiến hành pháo kích trên chiến tuyến của khối Hiệp Ước, mở đầu trận sông Aisne lần thứ ba. Cuộc công pháo này đã quét tan quân Pháp ở tiền tuyến của họ. Tập đoàn quân số 7 của Đức đã dễ dàng đột phá chiến tuyến của quân Pháp, đánh tan 4 sư đoàn Pháp khác. Trước sức tấn công dữ dội của quân Đức, vài sư đoàn Anh - Pháp khác phải triệt thoái về các thị trấn Soissons và Reims. Đây được xem là bước tiến lớn của mọi phe tham chiến trên Mặt trận phía Tây kể từ sau khi bắt đầu tình trạng chiến tranh chiến hào. Với mức độ thành công vượt xa cả hy vọng của Ludendorff, quân Đức đã hoàn thành mục tiêu ban đầu của mình. Trong khi đó, quân Pháp bị choáng ngợp. Tuy nhiên, Ludendorff không rút ra bài học từ các cuộc tiến công trước của ông. Một lần nữa, quân Đức tiến quá xa, trong khi quân Pháp đã rút lui có trật tự.
Quân đội phe Hiệp Ước, chiến đấu trên đường nội tuyến, đã dễ dàng sử dụng đường ray xe lửa để mang đến tiếp tế và viện binh, trong đó có cả các sư đoàn Hoa Kỳ. Vào ngày 28 tháng 5 năm 1918, một sư đoàn Mỹ đã tái chiếm Cantigny, mặc dù vào ngày 29 tháng 5 năm ấy quân Đức đã chiếm được Soissons và vào ngày 3 tháng 6 quân Đức đã tiến đến cách Paris90 km. Thủ đô Pháp một lần nữa lâm vào nguy hiểm, và tình hình nước Pháp trở nên hỗn loạn. Nhưng đồng thời, quân Mỹ cũng tham gia chặn đứng các đợt tấn công của quân Đức tại Château-Thierry và Belleau Wood. Trong bầu không khí khủng hoảng tại Paris, Pétain đã huyền chức Duchêne sau thất bại nặng nề ở Chemin des Dames. Địa vị của bản thân Pétain cũng gặp nguy hiểm. Mặt khác, tuy giành chiến thắng vang dội tại trận Aisne, tình hình cho thấy là quân Đức khó thể củng cố những gì mà họ chiếm được.